# بکی فرانسیس
بکی فرانسیس (انگلیسی: Beckie Francis؛ زادهٔ ۳۱ مارس ۱۹۶۵) بازیکن بسکتبال، و سرمربی (بسکتبال) اهل ایالات متحده آمریکا است.